# Молодіжна збірна Коста-Рики з футболу
Молодіжна збірна Коста-Рики з футболу — національна молодіжна футбольна команда Коста-Рики, яка контролюється та керується Коста-Риканською Федерацією Футболу (Federación Costarricense de Fútbol).

## Історія
Молодіжна збірна Коста-Рики є постійним учасником молодіжного чемпіонату КОНКАКАФ з 1962 року. 
У 1989 дебютували на молодіжному чемпіонаті світу. Найвище досягнення четверте місце на чемпіонаті світу 2009 року.

## Результати на чемпіонатах світу
| Молодіжний чемпіонат світу | Молодіжний чемпіонат світу | Молодіжний чемпіонат світу | Молодіжний чемпіонат світу | Молодіжний чемпіонат світу | Молодіжний чемпіонат світу | Молодіжний чемпіонат світу | Молодіжний чемпіонат світу | Молодіжний чемпіонат світу |
| Рік                        | Раунд                      | Місце                      | МЗ                         | В                          | Н                          | П                          | ГЗ                         | ГП                         |
| -------------------------- | -------------------------- | -------------------------- | -------------------------- | -------------------------- | -------------------------- | -------------------------- | -------------------------- | -------------------------- |
| 1977                       | Не брали участь            | Не брали участь            | Не брали участь            | Не брали участь            | Не брали участь            | Не брали участь            | Не брали участь            | Не брали участь            |
| 1979                       | Не брали участь            | Не брали участь            | Не брали участь            | Не брали участь            | Не брали участь            | Не брали участь            | Не брали участь            | Не брали участь            |
| 1981                       | не кваліфікувались         | не кваліфікувались         | не кваліфікувались         | не кваліфікувались         | не кваліфікувались         | не кваліфікувались         | не кваліфікувались         | не кваліфікувались         |
| 1983                       | не кваліфікувались         | не кваліфікувались         | не кваліфікувались         | не кваліфікувались         | не кваліфікувались         | не кваліфікувались         | не кваліфікувались         | не кваліфікувались         |
| 1985                       | не кваліфікувались         | не кваліфікувались         | не кваліфікувались         | не кваліфікувались         | не кваліфікувались         | не кваліфікувались         | не кваліфікувались         | не кваліфікувались         |
| 1987                       | не кваліфікувались         | не кваліфікувались         | не кваліфікувались         | не кваліфікувались         | не кваліфікувались         | не кваліфікувались         | не кваліфікувались         | не кваліфікувались         |
| 1989                       | Груповий етап              | 14-е                       | 3                          | 1                          | 0                          | 2                          | 2                          | 4                          |
| 1991                       | не кваліфікувались         | не кваліфікувались         | не кваліфікувались         | не кваліфікувались         | не кваліфікувались         | не кваліфікувались         | не кваліфікувались         | не кваліфікувались         |
| 1993                       | не кваліфікувались         | не кваліфікувались         | не кваліфікувались         | не кваліфікувались         | не кваліфікувались         | не кваліфікувались         | не кваліфікувались         | не кваліфікувались         |
| 1995                       | Груповий етап              | 10-е                       | 3                          | 1                          | 0                          | 2                          | 3                          | 6                          |
| 1997                       | Груповий етап              | 21-е                       | 3                          | 0                          | 1                          | 2                          | 3                          | 11                         |
| 1999                       | 1/8 фіналу                 | 15-е                       | 4                          | 1                          | 1                          | 2                          | 4                          | 7                          |
| 2001                       | 1/8 фіналу                 | 9-е                        | 4                          | 3                          | 0                          | 1                          | 8                          | 4                          |
| 2003                       | не кваліфікувались         | не кваліфікувались         | не кваліфікувались         | не кваліфікувались         | не кваліфікувались         | не кваліфікувались         | не кваліфікувались         | не кваліфікувались         |
| 2005                       | не кваліфікувались         | не кваліфікувались         | не кваліфікувались         | не кваліфікувались         | не кваліфікувались         | не кваліфікувались         | не кваліфікувались         | не кваліфікувались         |
| 2007                       | Груповий етап              | 17-е                       | 3                          | 1                          | 0                          | 2                          | 2                          | 3                          |
| 2009                       | Четверте місце             | 4-е                        | 7                          | 3                          | 1                          | 3                          | 10                         | 11                         |
| 2011                       | 1/8 фіналу                 | 15-е                       | 4                          | 1                          | 0                          | 3                          | 6                          | 12                         |
| 2013                       | не кваліфікувались         | не кваліфікувались         | не кваліфікувались         | не кваліфікувались         | не кваліфікувались         | не кваліфікувались         | не кваліфікувались         | не кваліфікувались         |
| 2015                       | не кваліфікувались         | не кваліфікувались         | не кваліфікувались         | не кваліфікувались         | не кваліфікувались         | не кваліфікувались         | не кваліфікувались         | не кваліфікувались         |
| 2017                       | 1/8 фіналу                 | 12-е                       | 4                          | 1                          | 1                          | 2                          | 3                          | 4                          |
| 2019                       | не кваліфікувались         | не кваліфікувались         | не кваліфікувались         | не кваліфікувались         | не кваліфікувались         | не кваліфікувались         | не кваліфікувались         | не кваліфікувались         |
| 2021                       | Скасовано                  | Скасовано                  | Скасовано                  | Скасовано                  | Скасовано                  | Скасовано                  | Скасовано                  | Скасовано                  |
| 2023                       | не кваліфікувались         | не кваліфікувались         | не кваліфікувались         | не кваліфікувались         | не кваліфікувались         | не кваліфікувались         | не кваліфікувались         | не кваліфікувались         |
| 2025                       | не кваліфікувались         | не кваліфікувались         | не кваліфікувались         | не кваліфікувались         | не кваліфікувались         | не кваліфікувались         | не кваліфікувались         | не кваліфікувались         |
| Разом                      | 4 місце                    | 9/20                       | 35                         | 12                         | 4                          | 18                         | 41                         | 62                         |

* Виконання післяматчевих пенальті.

## Досягнення
- Молодіжний чемпіонат світу:
  - 4 місце — 2009.

- Молодіжний чемпіонат КОНКАКАФ:
  -  Чемпіон (4): 1988, 1998, 2001, 2009
  -  Віце-чемпіон (6): 1995, 1997, 1998, 2007, 2009, 2011
  -  Третє місце (1): 1982